# Eureka (Dakota Południowa)
Eureka – miasto w Stanach Zjednoczonych, w stanie Dakota Południowa, w hrabstwie McPherson.